# Старообрядческое кладбище (Полоцк)
Старообрядческое кладбище (бел. Стараверскія могілкі) — кладбище в городе Полоцк, расположено в микрорайоне Громы, на улице Суворова, недалеко от железнодорожного вокзала и станции Громы.

## История
Изначально Громы были деревней старообрядцев, бежавших от насилия в России в XVII и XVIII веках.

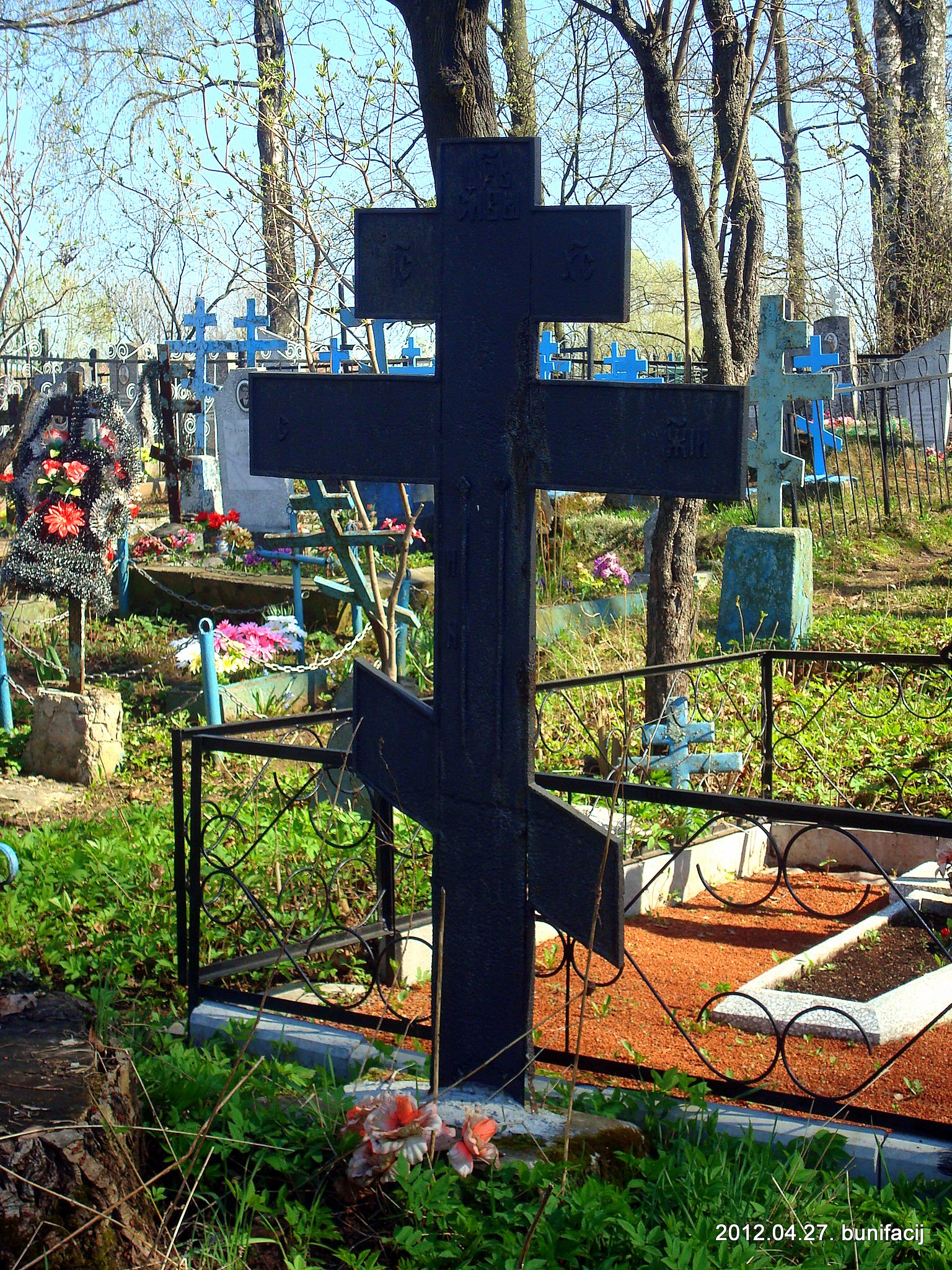
Восьмиконечный крест

Кладбище сохранило старообрядческий вид с характерными восьмиконечными крестами, крышами над ними.
Наибольшее любопытство может вызвать надгробный памятник Даниле Парфеновичу (†09.07.1909) и Ирине Миленцевне (†27.10.1901) Симоновым в виде часовни. Подобные памятники стояли ранее на Красном и Ксаверьевском кладбищах, но полностью сохранился только этот. Древнейшее из сохранившихся погребений принадлежит Михаилу Даниловичу Чернышову, умершему 28 марта 1879 года.
На кладбище захоронены военнослужащие 51-й, 47-й и 90-й дивизий 22-го стрелкового корпуса и 51-й гвардейской дивизии 23-го стрелкового корпуса 6-й гвардейской армии 1-го Прибалтийского фронта, погибшие при штурме центра Полоцка 2—4 июля 1944 года. На могиле в 1952 года установлен памятник.
Братские могила на кладбище «Громы» по ул. Суворава в г. Полоцке Витебской области —  Историко-культурная ценность Республики Беларусь, .